# Marc Rebillet

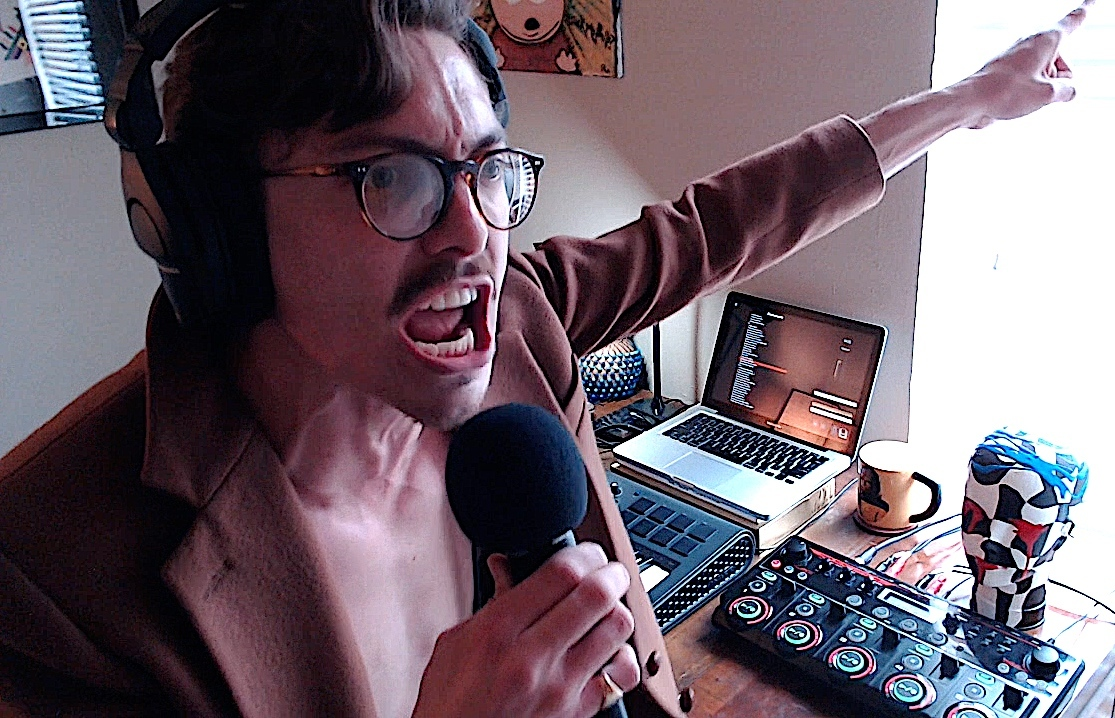
Marc Rebillet

Marc Rebillet (* 15. Dezember 1988 in Dallas, Texas) ist ein US-amerikanischer Musiker, Performance-Künstler und YouTuber. Er wohnt in New York und produziert seine Auftritte häufig in seinem Apartment, aber auch vor Publikum. Rebillet ist auch bekannt unter dem Namen Loop Daddy.
Rebillet verwendet für seine Musik Keyboard, Drum-Synthesizer, verschiedene Perkussionsinstrumente sowie Gesang, die er mit einer Loop Station zu rhythmischen Klängen zusammensetzt und immer wieder variiert. Seine Texte sind durch Wortwitz und häufig explizite Sprache gekennzeichnet. Bei seinen Auftritten trägt er verschiedene Haus- und Bademäntel.

## Leben
Marc Rebillet spielt Klavier und schauspielert seit seinem fünften Lebensjahr. Er besuchte die Manhattan School of Music. Nachdem er 10 Jahre lang in verschiedenen Bereichen gearbeitet hatte, u. a. in einem Callcenter, begann er Musikvideos seiner improvisierten Elektrosongs auf Youtube hochzuladen.

## Karriere
Seit 2016 veröffentlicht Rebillet Musikvideos auf Social-Media-Kanälen. Im November 2017 trat er zum ersten Mal live auf.
Im Jahr 2020 spielte er zwölf Konzerte in Autokinos.

## Diskografie
- Marc Rebillet (2018)
- Loop Daddy (2018)
- Europe (2019)
- Loop Daddy II (2019)
- Loop Daddy III (2020)